# SCSK Corporation
Die SCSK Corporation (SCSK株式会社) ist ein 1968 als CSK Corporation (株式会社CSKホールディングス) gegründetes IT-Unternehmen mit Sitz in Tokio. 2011 verschmolz das ehemals im Nikkei 225 gelistete Unternehmen mit Sumisho Computer Systems Corporation.
Schwerpunktmäßig bietet die Firma IT-Dienstleistungen für die Wirtschaft an. Zwischen 1984 und 2004 war CSK Holdings unter anderem Eigentümer des Videospielherstellers Sega. Das Unternehmen besaß dabei auch das CSK Institute, aus dem später CRI Middleware wurde. 1997 half CSK dem Unternehmen ASCII mit einem Einkauf in das Privatkapital aus.